# 御家門
御家門（ごかもん）は、名家の一族を指す。単に家門ともいう。

## 概要
江戸時代においては、親藩の中で、特に徳川将軍家の一族および徳川家康の兄弟の家系の大名家、旗本家を指して言う。御家門は家康の元の姓である松平姓を名乗ることを許された。なお、御三家・駿河徳川家・御両典・御三卿は御家門とは別格の扱いで、徳川姓を名乗っていた。
御家門筆頭の越前松平家をはじめとして、御家門の多くは幕府の役職に就くことはなく、将軍家の一門としての格式を重んじられた。
- 越前松平家 - 家康の次男結城秀康の子孫
- 会津松平家 - 第2代将軍徳川秀忠の庶子保科正之の子孫
- 越智松平家 - 第6代将軍徳川家宣の弟松平清武の子孫
- 奥平松平家 - 家康の外孫松平忠明の家系
- 久松松平家 - 家康の異父弟（久松俊勝と於大の方の息子ら）の家系

なお、文部科学省検定済みの歴史教科書には、越前家と会津家のみが御家門として掲載されている。
また、加賀藩前田家、福岡藩黒田家、鳥取藩池田家、岡山藩池田家など将軍家との姻戚関係の強い大名家は御家門に準ずる扱いを受け、偏諱、松平姓、替紋葵の紋などを下賜された。